# کوپانینی (اش)
کوپانینی (به چکی: Kopaniny) یک منطقهٔ مسکونی در جمهوری چک است که در Aš واقع شده‌است. کوپانینی ۹۴ نفر جمعیت دارد.